# Lupercio Leonardo de Argensola
Lupercio Leonardo de Argensola (14 décembre 1559 - 2 mars 1613) est un écrivain espagnol.

## Biographie
Né à Barbastro, en Aragon, il venait d'être nommé historiographe d'Aragon, lorsqu'il fut emmené à Naples par le comte de Lemos, vice-roi, avec le titre de secrétaire d'État. Il n'en trouva pas moins le loisir de composer des poésies lyriques et des tragédies dont Cervantes faisait grand cas.
Il est le frère de Bartolomé Leonardo de Argensola.